# 穆雷克
穆雷克是奥地利施蒂利亚州拉德克斯堡县的一个市镇。总面积5平方公里，总人口1571人，人口密度314.2人/平方公里（2011年）。